# 庄墓镇
庄墓镇，是中华人民共和国安徽省合肥市长丰县下辖的一个乡镇级行政单位。

## 行政区划
庄墓镇下辖以下地区：
庄王社区、刘浅村、侯集村、金桥村、张圩村、徐岗村、杨湾村、李庄村、枣林村和薛桥村。